# Suore adoratrici del Preziosissimo Sangue di Nostro Signore Gesù Cristo
Le suore adoratrici del Preziosissimo Sangue di Nostro Signore Gesù Cristo (in francese Religieuses Adoratrices du Très-Précieux-Sang de Notre-Seigneur Jésus-Christ) sono un istituto religioso femminile di diritto pontificio: le suore di questa congregazione pospongono al loro nome la sigla A.P.S.

## Storia
La congregazione fu fondata il 14 settembre 1861 a Saint-Hyacinthe, in Québec, da Aurélie Caouette (1833-1905) per l'adorazione del Preziosissimo Sangue.
Le adoratrici del Preziosissimo Sangue ricevettero il pontificio decreto di lode il 24 novembre 1889 e l'approvazione definitiva della Santa Sede il 20 ottobre 1896; le loro costituzioni furono approvate definitivamente il 1º giugno 1960.
Vivente la fondatrice, sorsero dieci monasteri di adoratrici in Canada, Stati Uniti d'America; nel 1945 i monasteri si riunirono in due congregazioni, una di lingua francese con sede a Saint-Hyacinthe, l'altra di lingua inglese con sede a London.

## Attività e diffusione
Le adoratrici del Preziosissimo Sangue si dedicano essenzialmente alla preghiera contemplativa.
Sono presenti in Canada, Stati Uniti d'America e Giappone; la sede generalizia è a Saint-Hyacinthe.
Alla fine del 2008 la congregazione di Saint-Hyacinthe contava 68 religiose in 2 case.